# Marta Canessa
Marta Canessa udana Sanguinetti (Montevideo, 16. prosinca 1936.) urugvajska je povjesničarka, esejistica, književnica i prosvjetna djelatnica te bivša Prva dama Urugvaja u dva mandata: 1985. – 1990. i 1995. – 2000., u kojima je njezin suprug Julio Maria Sanguinetti vršio dužnost Predsjednika Urugvaja.
Njezina majka, María de Montserrat, bila je poznata urugvajska spisateljica te joj je već od malena usadila ljubav prema čitanju. 
Marta Canessa bila je stalni član Posebnog odbora Starog grada Montevidea punih 15 godina. Bila je i članica Odbora za obnovu starog grada Colonije del Sacramento, koji je nakon obnove ušao u UNESCO-ov sustav zaštite i popis kulturnih znamenitosti (kulturološke baštine) Republike Urugvaj.
Dobitnica je Velikog križa Nacionalnog reda za zasluge u Francuskoj i Velikog križa Reda Isabelle Katoličke u Španjolskoj.
Članica je Kraljevske akademije za španjolsku povijest te kraljevskih akademija Venezuele, Kolumbije i Dominikanske Republike.

## Radovi
- 1976. Rivera: un Oriental Liso y Llano (Ediciones de la Banda Oriental, Montevideo)
- 1976. Ciudad Vieja de Montevideo.
- 2000. El Bien Nacer. Limpieza de Oficios y Limpieza de Sangre. Raíces Ibéricas de un Mal Latinoamericano, Montevideo, Alfaguara.[1]
- 2014. El bien nacer.

Izdala je nekoliko manjih zbirki radova, osvrta (eseja) i razgovora na temama urugvajske povijesti.